# BK Bågen
BK Bågen är en bowlingförening i Hagfors. En av de många bragderna föreningen har är att de spelat i Elitserien.